# Kobalt-prekorin-7 (C15)-metiltransferaza (dekarboksilacija)
Kobalt-prekorin-7 (15)-metiltransferaza (dekarboksilacija) (EC 2.1.1.196, CbiT) je enzim sa sistematskim imenom S-adenozil--metionin:prekorin-7 15-metiltransferaza (C-12-dekarboksilacija). Ovaj enzim katalizuje sledeću hemijsku reakciju
kobalt-prekorin-7 + S-adenozil--metionin {\displaystyle \rightleftharpoons } kobalt-prekorin-8x + S-adenozil-L-homocistein + CO2
Ovaj enzim katalizuje metilaciju u poziciji C-15 i dekarboksilaciju u poziciji C-12 acetatnog bočnog lanca kobalt-prekorina-7. To je korak u anaerobnoj biosintezi adenozilkobalamina.

## Literatura
- Nicholas C. Price; Lewis Stevens (1999). Fundamentals of Enzymology: The Cell and Molecular Biology of Catalytic Proteins (Third изд.). USA: Oxford University Press. ISBN 019850229X.
- Eric J. Toone (2006). Advances in Enzymology and Related Areas of Molecular Biology, Protein Evolution (Volume 75 изд.). Wiley-Interscience. ISBN 0471205036.
- Branden C; Tooze J. Introduction to Protein Structure. New York, NY: Garland Publishing. ISBN 0-8153-2305-0.
- Irwin H. Segel. Enzyme Kinetics: Behavior and Analysis of Rapid Equilibrium and Steady-State Enzyme Systems (Book 44 изд.). Wiley Classics Library. ISBN 0471303097.

## Spoljašnje veze
- Cobalt-precorrin-7+(C15)-methyltransferase+(decarboxylating) на 